# Unión Democrática del Alto Adigio
La Unión Democrática del Alto Adigio (Unione Democrática dell'Alto Adige) fue un partido político italiano de Tirol del Sur. Representaba a los italoparlantes de la región y tenía una ideología democristiana. Estaba asociado con la Unión Popular Autonomista del Trentino.
El partido surgió en 1993, obteniendo un 1,7% en las elecciones provinciales de ese año. En las elecciones provinciales de 2003 del partido participó en alianza con Democracia es Libertad-La Margarita y la Unión de los Demócratas Cristianos y de Centro; la coalición logró un 3,7% de los votos y su líder Luigi Cigolla fue elegido consejero provincial, y luego ministro provincial. 
En 2008 el partido se incorporó a la sección provincial de Italia de los Valores,logrando sólo el 1,6% de los votos en las elecciones provinciales de ese año, perdiendo Cigolla su asiento en el Consejo Provincial.
- Datos: Q4004870